# We Are the Apocalypse
We Are the Apocalypse är det svenska black metal-bandet Dark Funerals sjunde studioalbum, utgivet den 18 mars 2022 på etiketten Century Media Records. Det är bandets första album med trummisen Jalomaah och basisten Adra-Melek.

## Låtlista
Musik av Lord Ahriman. Texter av Heljarmadr.
| Nr           | Titel                      | Längd |
| ------------ | -------------------------- | ----- |
| 1.           | Nightfall                  | 5:14  |
| 2.           | Let the Devil In           | 4:40  |
| 3.           | When Our Vengeance Is Done | 4:20  |
| 4.           | Nosferatu                  | 4:41  |
| 5.           | When I'm Gone              | 5:46  |
| 6.           | Beyond the Grave           | 5:08  |
| 7.           | A Beast to Praise          | 4:49  |
| 8.           | Leviathan                  | 4:34  |
| 9.           | We Are the Apocalypse      | 4:33  |
| Total längd: | Total längd:               | 43:47 |

## Medverkande
Dark Funeral
- Heljarmadr (Erik Andreas Vingbäck) – sång
- Lord Ahriman (Jan Michael Svanberg) – sologitarr
- Adra-Melek (Fredrik Isaksson) – basgitarr
- Chaq Mol (Bo Anders Nymark) – kompgitarr
- Jalomaah (Janne Jesper Jaloma) – trummor

### Produktion
- Marcelo Vasco – konvolut, layout
- Fredrik Thordendal – ingenjör
- Daniel Bergstrand – producent, ingenjör, mixning
- Lord Ahriman – producent
- Hjeldamadr – producer
- Bartosz Szydłowski – fotografi
- Paul Logus – mastering